# Schwechat
Schwechat ist eine Stadtgemeinde mit 21.243 Einwohnern (Stand 1. Jänner 2025) südöstlich von Wien, am Fluss Schwechat. Bekannt ist die Stadt durch den internationalen Flughafen von Wien, die größte Erdölraffinerie Österreichs (im Besitz der OMV) sowie das als Marke geläufige „Schwechater Bier“ der Brauerei Schwechat. Die Gemeinde liegt im niederösterreichischen Bezirk Bruck an der Leitha, die Kfz-Zulassung erfolgt jedoch unter „SW“ und nicht unter „BL“ wie in allen anderen Gemeinden des Bezirks.

## Geografie

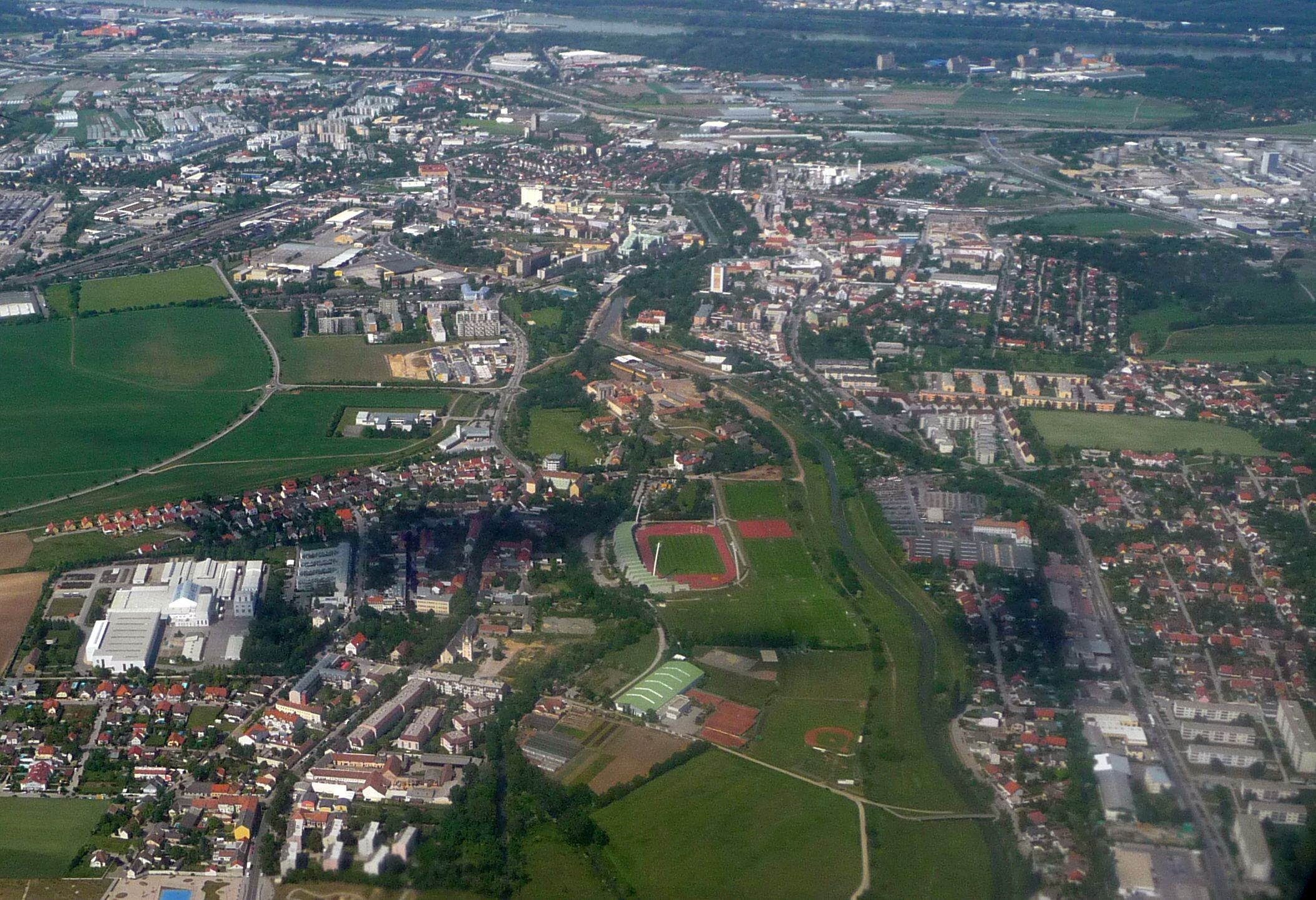
Luftbild des Gemeindegebietes von Süden; Rannersdorf im Vordergrund

Schwechat liegt am nördlichen Rand des Wiener Beckens an der Mündung der Schwechat in die Donau. Die Stadt ist im Nordwesten mit Wien bereits zusammengewachsen; sie grenzt direkt an Siedlungsgebiet im Wiener Bezirk Simmering und an landwirtschaftliches Gebiet im Bezirk Favoriten.

### Stadtgliederung
Die Gemeinde besteht aus vier Katastralgemeinden und gliedert sich in vier gleichnamige Ortschaften (in Klammern Fläche Stand 31. Dezember 2023 bzw. Einwohnerzahl Stand 1. Jänner 2025):
- Kledering (78,77 ha; 763 Ew.): vom Zentralverschiebebahnhof Wien-Kledering dominiertes Dorf südlich des Wiener Zentralfriedhofs
- Mannswörth (2.556,05 ha; 2139 Ew.): Dorf nahe dem Flughafen, zwischen der Raffinerie und den Donauauen gelegen, durch die die Schwechat in die Donau fließt
- Rannersdorf (421,97 ha; 3024 Ew.): Dorf mit vorstädtischem Charakter, von der Schwechat und ihrem Arm Frauenbach durchflossen, mit der Mündung der Liesing in die Schwechat
- Schwechat (1.425,25 ha; 15.317 Ew.): die Industriestadt an Bahn und Autobahn

Der Flughafen liegt im östlichsten Teil des Stadtgebiets an der Grenze zu Fischamend und schließt im Norden an Auwald der Donau an.

### Nachbargemeinden
| Wien       |                                             | Fischamend     |
| Lanzendorf | Kompassrose, die auf Nachbargemeinden zeigt | Klein-Neusiedl |
| Zwölfaxing | Rauchenwarth                                | Schwadorf      |

### Lage im Verkehrsnetz
Auf der Straße ist Schwechat sowohl über die Ostautobahn A 4 als auch über die Mödlinger Straße B 11 erreichbar. Außerdem führen von hier die Straßenzüge Preßburger Straße B 9 und Budapester Straße B 10 Richtung Osten bzw. Südosten, welche sich nach der Hauptachse Wiener Straße/Hauptplatz/Bruck-Hainburger Straße, die eine Fortsetzung der Simmeringer Hauptstraße in Wien bildet, verzweigen. Seit 2006 besteht über die Wiener Außenring Schnellstraße S 1 eine direkte Verbindung zur Südautobahn und zur Wiener Außenringautobahn. Bedeutendstes öffentliches Verkehrsmittel ist die S-Bahn-Linie S7 mit den Haltestellen Schwechat, Mannswörth und dem Bahnhof Flughafen Wien, daneben gibt es eine Haltestelle der S-Bahn-Linie S60 in der Katastralgemeinde Kledering, sowie lokale und regionale Autobuslinien.

### Klima
|                        | Jan  | Feb  | Mär  | Apr  | Mai  | Jun  | Jul  | Aug  | Sep  | Okt  | Nov  | Dez  |   |      |
| Mittl. Temperatur (°C) | −0,5 | 0,8  | 4,9  | 10,0 | 15,1 | 18,2 | 20,5 | 19,9 | 15,2 | 9,8  | 4,4  | 0,4  | ⌀ | 9,9  |
| Mittl. Tagesmax. (°C)  | 2,8  | 4,9  | 10,0 | 15,9 | 20,8 | 23,8 | 26,5 | 26,0 | 20,8 | 14,8 | 8,0  | 3,3  | ⌀ | 14,8 |
| Mittl. Tagesmin. (°C)  | −3,1 | −2,2 | 1,4  | 5,4  | 10,2 | 13,2 | 15,2 | 15,0 | 11,2 | 6,5  | 2,1  | −1,9 | ⌀ | 6,1  |
|                        |      |      |      |      |      |      |      |      |      |      |      |      |   |      |
| Niederschlag (mm)      | 29   | 31   | 41   | 37   | 61   | 68   | 65   | 63   | 60   | 36   | 41   | 37   | Σ | 569  |
|                        |      |      |      |      |      |      |      |      |      |      |      |      |   |      |
| Luftfeuchtigkeit (%)   | 73,7 | 66,3 | 57,8 | 50,7 | 52,8 | 53,3 | 50,3 | 51,2 | 56,6 | 62,9 | 72,9 | 77,3 | ⌀ | 60,5 |

| −3,1 |

| −2,2 |

| 1,4 |

| 5,4 |

| 10,2 |

| 13,2 |

| 15,2 |

| 15,0 |

| 11,2 |

| 6,5 |

| 2,1 |

| −1,9 |

| −3,1 |

| −2,2 |

| 1,4 |

| 5,4 |

| 10,2 |

| 13,2 |

| 15,2 |

| 15,0 |

| 11,2 |

| 6,5 |

| 2,1 |

| −1,9 |

## Geschichte

Groß- und Klein-Schwechat, Mannswörth und Umgebung um 1873 (Aufnahmeblatt der Landesaufnahme)

### Frühgeschichte bis Mittelalter
Neolithische und bronzezeitliche Siedlungsspuren sowie Funde von Furchenstichkeramik und von Messbechern der Wieselburger Kultur, die auf dem Gemeindeareal gefunden wurden, zeigen ebenso eine frühe Besiedlung an wie die S-Fibeln (Typ Schwechat-Pallersdorf) und das Brandgrab der Kosihy-Caka/Makó-Gruppe. In römischer Zeit bestand im heutigen Stadtgebiet von Schwechat ein Reiterkastell (Ala Nova), von dem zahlreiche archäologische Funde zeugen. Ab circa 800 n. Chr. ließen sich hier bairische und fränkische Siedler nieder, welche sich mit restlichen slawischen und awarischen Volkssplittern vermischten. 1334 wurde Schwechat erstmals urkundlich als Markt erwähnt.

### Neuzeit bis heute

Kledering ganz unten rechts, um 1872

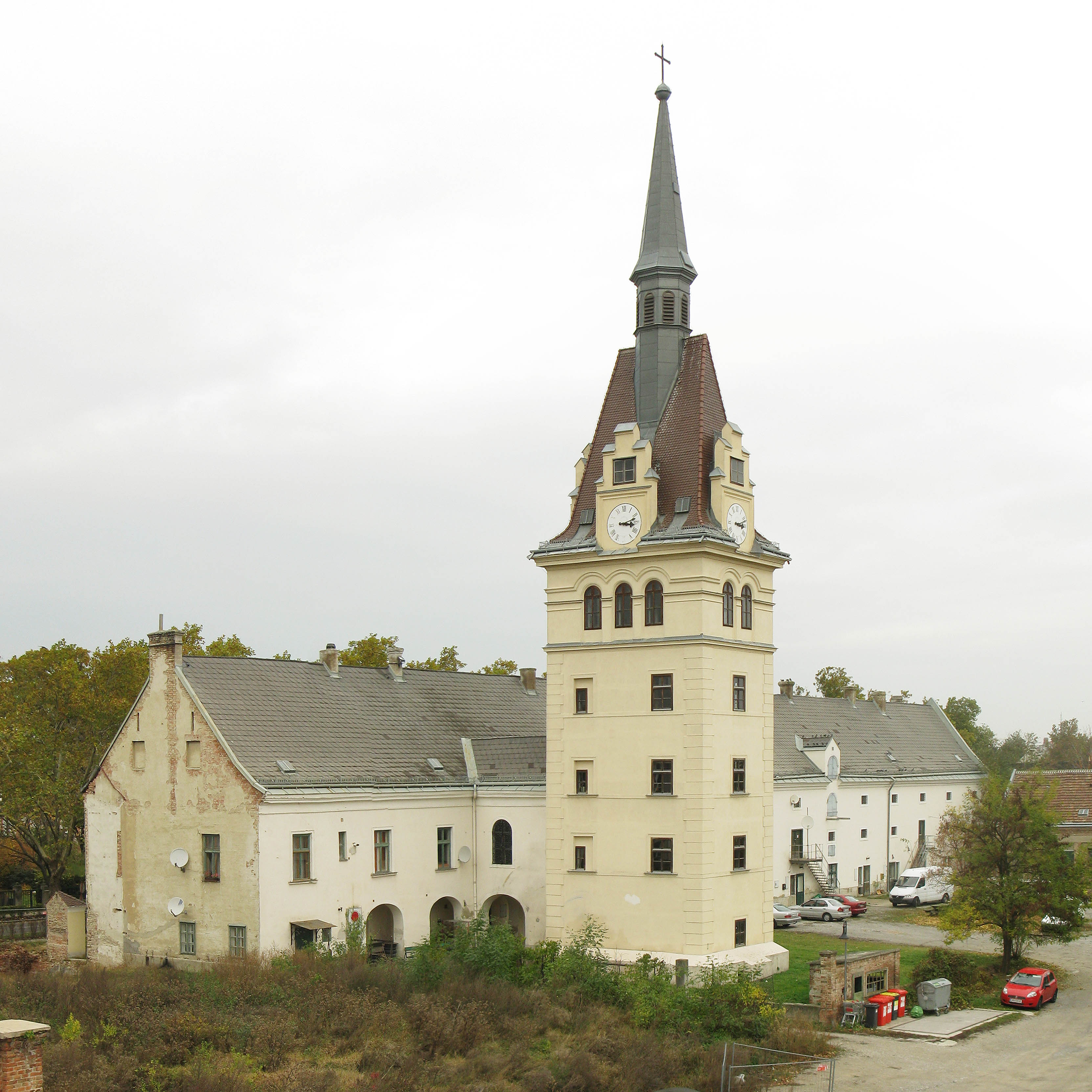
Wallhof bei Rannersdorf (2011)

Schwechat entwickelte sich gegen Ende des Mittelalters zur Handwerks- und Industriestadt, welche sie noch heute darstellt. Im 16. und 17. Jahrhundert wurden die ersten Brauereien in Schwechat gegründet. Neben diesen sind auch einige Textilienunternehmen im Ort entstanden. Die erste wurde 1724 errichtet. Ebenfalls waren in dieser Zeit mehrere Mühlen aktiv, die von der Wasserkraft des Flusses Schwechat betrieben wurden.
Franz Anton Dreher erwarb am 22. Oktober 1797 das Klein Schwechater Brauhaus. Doch erst seinem Sohn, Anton Dreher junior, gelang der Durchbruch im Braugewerbe. Er gilt als der Begründer der Schwechater Brauereidynastie im 19. Jahrhundert, indem er mithilfe der Geschäftsführer von St. Marx und Simmering die Firmen zu einem exportierenden Unternehmen zusammengeschlossen und ausgebaut hat. Diese erfand später das Lagerbier. Zur etwa gleichen Zeit wurden einige Mühlen in Fabriken umgebaut.
Traditionell wurde zwischen Groß Schwechat rechts des Flusses und Klein Schwechat links davon unterschieden. Diese Unterscheidung kam im Lauf des 20. Jahrhunderts außer Gebrauch, bis in die 1990er gab es aber noch zwei so benannte Bahnstationen (heute Schwechat und Wien Kaiserebersdorf).
Am 24. August 1922 wurde Schwechat per Ministerratsbeschluss zur Stadt erhoben, jedoch wurde es am 15. Oktober 1938 von der NS-Reichsregierung als Teil des neuen 23. Bezirkes, Schwechat, in das neue Groß-Wien eingegliedert. 1943 bis 1945 befand sich in Schwechat ein Außenlager des KZ Mauthausen, in dem bis zu 2.600 Zwangsarbeiter der Rüstungsindustrie untergebracht waren. In der Spätphase des Zweiten Weltkriegs wurden die Schwechater Industriebetriebe oft bombardiert. Der Wiederaufbau begann Anfang 1950.
Von 1945 bis 1955 war Schwechat Teil der sowjetischen Besatzungszone (siehe: Besetztes Nachkriegsösterreich). 1946 beschlossen der Nationalrat sowie die Landtage von Wien und Niederösterreich die Rückgliederung Schwechats und vieler anderer Gemeinden in das Land Niederösterreich, doch konnte dieses Gesetz wegen des Einspruchs der sowjetischen Besatzungsmacht nicht sofort in Kraft treten. Als dies 1954 mit achtjähriger Verspätung geschah, war Schwechat bereits 16 Jahre Teil Wiens gewesen und wäre das auch gern geblieben, doch wurde den rückzugliedernden Gemeinden kein Mitentscheidungsrecht eingeräumt. Somit wurde Schwechat am 1. September 1954 wieder niederösterreichische Stadtgemeinde, verwaltungstechnisch mit den früheren Gemeinden Alt- und Neukettenhof und den Katastralgemeinden Kledering, Mannswörth und Rannersdorf zur heutigen Stadtgemeinde Schwechat vereinigt. Die erste Gemeinderatssitzung des wieder unabhängigen Schwechat fand am selben Tag statt. Die früheren politischen Einheiten Albern, Oberlaa, Unterlaa und Rothneusiedl, seit 1938 im Wiener Bezirk Schwechat, verblieben in Wien.
Als Besonderheit hat der Wiener Internationale Flughafen (VIE), der auf Schwechater Gebiet liegt, eine eigene Postleitzahl, die mit der für Wiener Postleitzahlen verwendeten Ziffer 1 beginnt (nämlich „1300“). Die Vorwahl der Schwechater Telefonnummern ist die Wiener Vorwahl 01.
Von 1954 bis zu dessen Auflösung am 1. Jänner 2017 war Schwechat Teil des Bezirks Wien-Umgebung, behielt aber beim Wechsel in den Bezirk Bruck an der Leitha das Kfz-Kennzeichen „SW“.
Im März 2015 wählte der Gemeinderat mit Karin Baier erstmals eine Frau zum Stadtoberhaupt.

### Bevölkerung

#### Bevölkerungsentwicklung
| Schwechat: Einwohnerzahlen von 1869 bis 2025        | Schwechat: Einwohnerzahlen von 1869 bis 2025 | Schwechat: Einwohnerzahlen von 1869 bis 2025 | Schwechat: Einwohnerzahlen von 1869 bis 2025 | Schwechat: Einwohnerzahlen von 1869 bis 2025 |
| --------------------------------------------------- | -------------------------------------------- | -------------------------------------------- | -------------------------------------------- | -------------------------------------------- |
| Jahr                                                |                                              |                                              |                                              | Einwohner                                    |
| 1869                                                | 1869                                         |                                              | 7.458                                        | 7.458                                        |
| 1880                                                | 1880                                         |                                              | 8.910                                        | 8.910                                        |
| 1890                                                | 1890                                         |                                              | 10.327                                       | 10.327                                       |
| 1900                                                | 1900                                         |                                              | 13.636                                       | 13.636                                       |
| 1910                                                | 1910                                         |                                              | 14.625                                       | 14.625                                       |
| 1923                                                | 1923                                         |                                              | 14.372                                       | 14.372                                       |
| 1934                                                | 1934                                         |                                              | 14.935                                       | 14.935                                       |
| 1939                                                | 1939                                         |                                              | 14.813                                       | 14.813                                       |
| 1951                                                | 1951                                         |                                              | 13.270                                       | 13.270                                       |
| 1961                                                | 1961                                         |                                              | 13.403                                       | 13.403                                       |
| 1971                                                | 1971                                         |                                              | 15.303                                       | 15.303                                       |
| 1981                                                | 1981                                         |                                              | 14.834                                       | 14.834                                       |
| 1991                                                | 1991                                         |                                              | 14.669                                       | 14.669                                       |
| 2001                                                | 2001                                         |                                              | 15.286                                       | 15.286                                       |
| 2011                                                | 2011                                         |                                              | 16.529                                       | 16.529                                       |
| 2021                                                | 2021                                         |                                              | 20.512                                       | 20.512                                       |
| 2025                                                | 2025                                         |                                              | 21.243                                       | 21.243                                       |
| Quelle(n): Statistik Austria, Gebietsstand 1.1.2021 |                                              |                                              |                                              |                                              |

### Religion
Die römisch-katholischen Pfarren Schwechat sind die St. Jakobus-Kirche am Hauptplatz (Pfarrkirche Schwechat) mit der Filialkirche Kleinschwechat, Mannswörth (Johannes der Täufer) und Rannersdorf (Maria-Herz-Kirche). Die evangelische Heilig-Geist-Kirche am Andreas-Hofer-Platz untersteht der Evangelischen Superintendentur A. B. Niederösterreich. Die Gemeinde der Äthiopisch-Orthodoxen Kirche hat ihren Sitz in der Wienerstraße.

## Kultur und Sehenswürdigkeiten
- Kastell Ala Nova
- Schloss Altkettenhof
- Schloss Rothmühle
- Thurnmühle

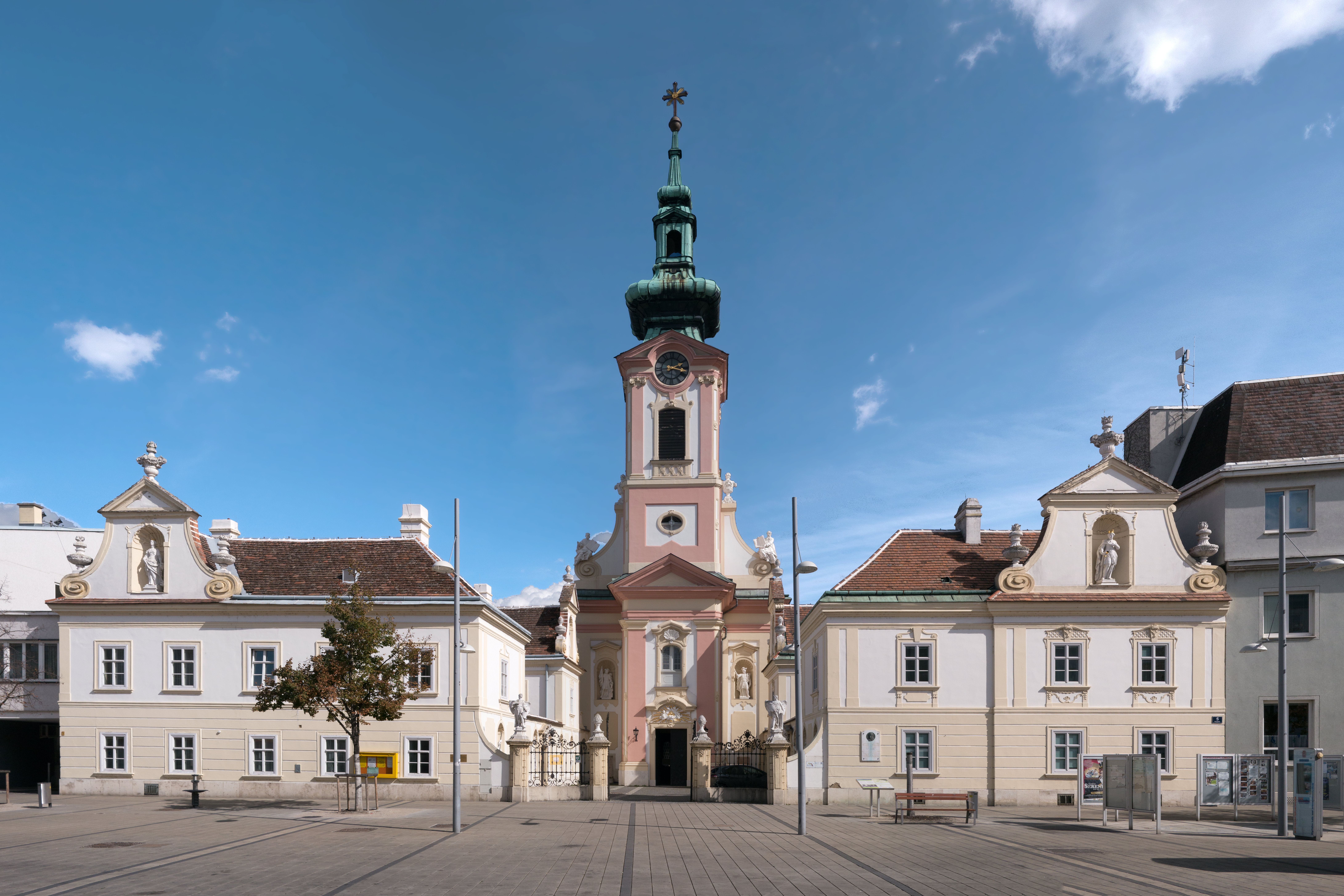
Katholische Pfarrkirche Schwechat

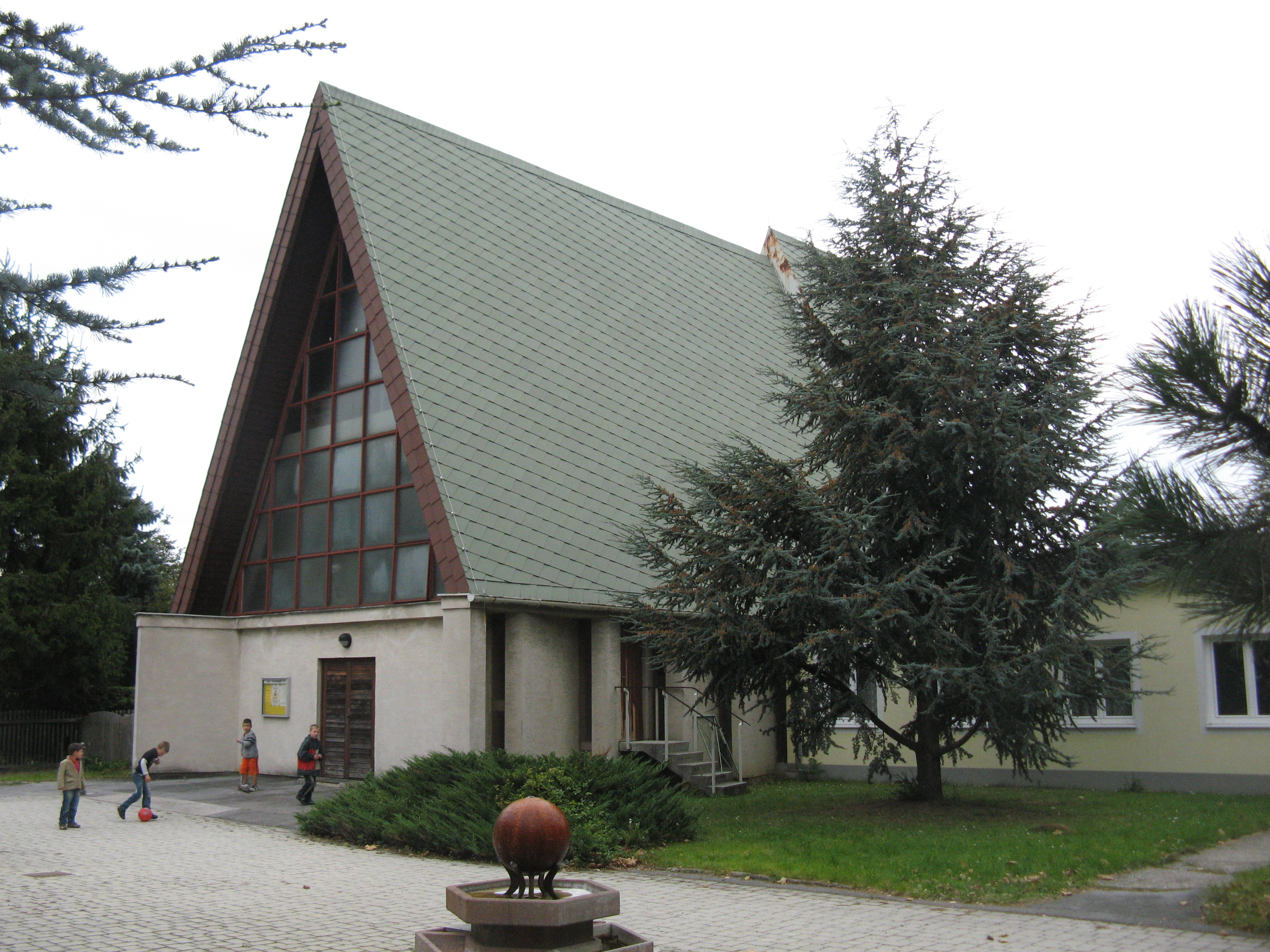
Evangelische Heilig-Geist-Kirche Schwechat

- Katholische Pfarrkirche Schwechat hl. Jakobus der Ältere
- Katholische Pfarrkirche Mannswörth hl. Johannes der Täufer
- Evangelische Heilig-Geist-Kirche
- Katholische Pfarrkirche Rannersdorf Herz Mariä
- Eisenbahnmuseum Schwechat: Das Museum befindet sich direkt an der Pressburger Bahn.

### Theater
- Im 1991 eröffneten Theater Forum Schwechat finden Gastspiele, Theatereigenproduktionen und das mehrwöchige Schwechater Satirefestival statt.
- Seit 1973 werden die Nestroy-Spiele Schwechat, das größte periodische Theaterereignis der Stadt, jedes Jahr im Juli im Schloss Rothmühle in Schwechat-Rannersdorf aufgeführt

### Parks
Bedeutende städtische Grünanlagen sind der Rathauspark und der Felmayergarten, ein etwa fünf Hektar großer, 1997 umgestalteter Landschaftsgarten. Eine recht weitläufige Grünfläche befindet sich auch beim Kellerberg, wo 2004 mit der Anlage des Stadtwaldes Schwechat begonnen wurde.

### Regelmäßige Veranstaltungen
Seit September 1992 (dem 70. Geburtstag der Stadt) findet alljährlich das Schwechater Stadtfest mit Livemusik und Konzertbühnen statt. Diese Veranstaltung fand bis 2021 auf dem Schwechater Hauptplatz statt. Seit dem Jahre 2022, in dem Schwechat das 100-jährige Stadtjubiläum feierte, findet das Stadtfest in der Rothmühle statt.

## Wirtschaft und Infrastruktur
Gemessen an der Kaufkraft pro Einwohner zählt Schwechat zu den wohlhabendsten Gemeinden Österreichs.

### Verkehr

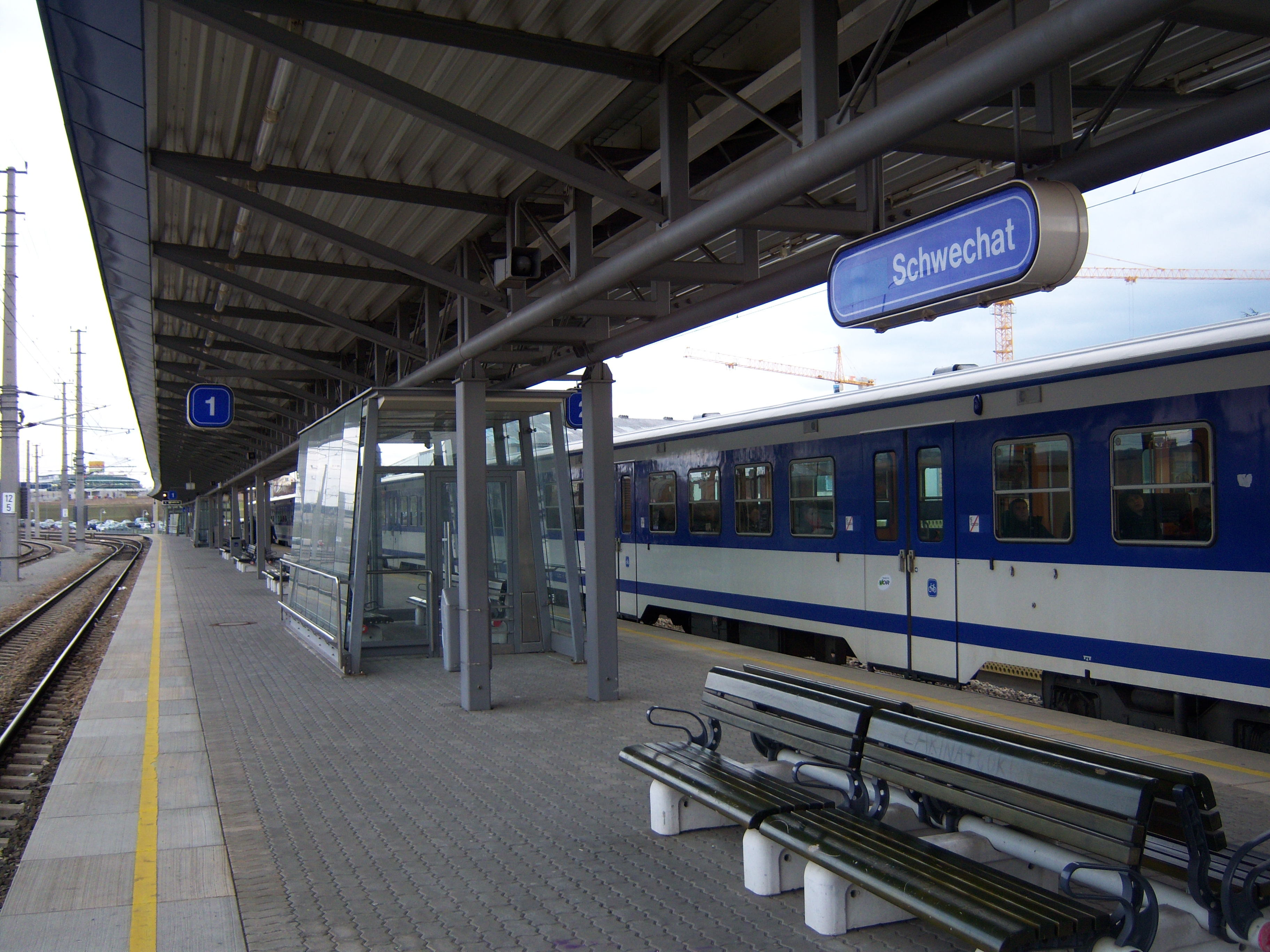
Bahnhof Schwechat

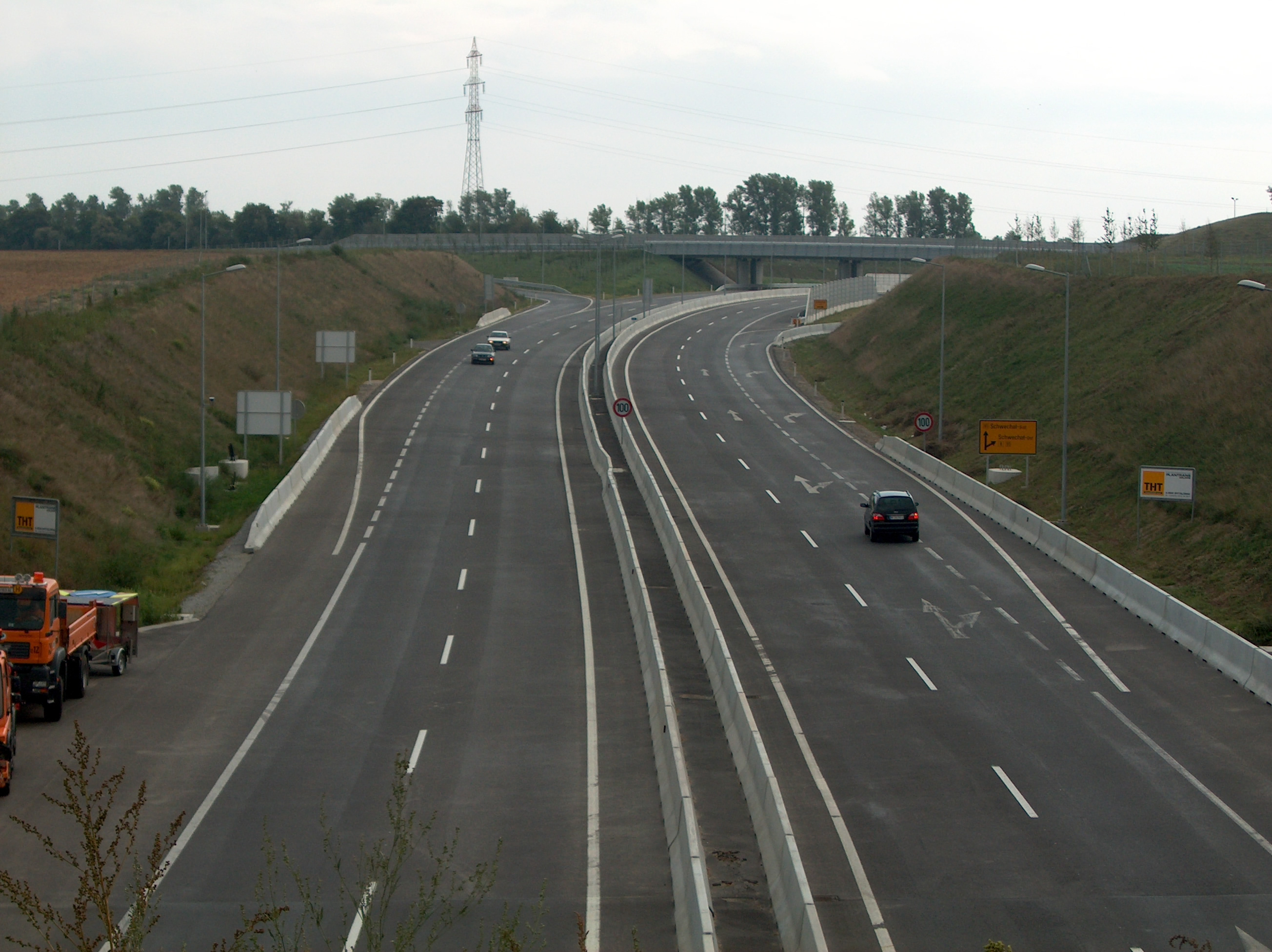
Wiener Außenring-Schnellstraße S 1

Neben der Lage als Knotenpunkt im Straßenverkehr südöstlich von Wien sind sowohl der Bahnhof Flughafen Wien, der internationale Flughafen Wien-Schwechat als auch der von der ÖBB-Infrastruktur betriebene Zentralverschiebebahnhof Wien-Kledering, der für Ostösterreich ein Verteilerzentrum darstellt, überregional bedeutsam. Die Stadt wird von der Pressburger Bahn durchquert, auf welcher heute die S-Bahn-Linie S7 in Richtung Flughafen Wien-Schwechat und weiter in Richtung Wolfsthal fährt. Im Gebiet von Schwechat liegen der Bahnhof Schwechat, Haltestelle Mannswörth und der Flughafenbahnhof. Bis 1961 führte die Straßenbahnlinie 72 der Wiener Linien von Wien aus durch die Simmeringer Hauptstraße bis nach Schwechat. Die Wiener Stadtregierung und die niederösterreichische Landesregierung gaben am 18. März 2022 bekannt, bis etwa 2025 eine neue Straßenbahnlinie 72 von Wien Simmering bis Schwechat zu errichten.
Entlang der Flussläufe gibt es auch weitgehend kreuzungsfreie Radwege, etwa Richtung Wien-Oberlaa.
Seit April 2006 führt auch die Schnellstraße S 1 durch Schwechat, welche die Ostautobahn A 4 (Knoten Schwechat) und die Südautobahn A 2 (Knoten Vösendorf) miteinander verbindet.

### Medien
Schwechat verfügt mit SW1 über einen lokalen TV-Sender, der allerdings nur über Kabelfernsehen zu empfangen ist. Terrestrische Radio- und Fernsehsender sind im Wesentlichen vom Standort Kahlenberg empfangbar.

### Öffentliche Einrichtungen

#### Justiz
Das Bezirksgericht Schwechat befindet sich im Schloss Altkettenhof.

#### Sicherheitsbehörde
Als Sicherheitsbehörde für die Stadt fungiert die Landespolizeidirektion (LPD) Niederösterreich über ihre Außenstelle, das Polizeikommissariat Schwechat. Schwechat ist damit, neben Leoben, die einzige Nicht-Statutarstadt, deren Sicherheitsverwaltung von der Landespolizeidirektion besorgt wird. Der LPD beigegeben als Dienststelle des Wachkörpers für das Stadtgebiet ist das Stadtpolizeikommando Schwechat. Beide Dienststellen sind auch für die nicht in der Gemeinde Schwechat liegenden Teile des Flughafens Schwechat zuständig. Da die Sicherheitsverwaltung nicht durch die Bezirkshauptmannschaft besorgt wird, hat Schwechat ein vom Kfz-Kennzeichenkürzel des restlichen Bezirkes abweichendes Kennzeichenkürzel, nämlich SW.
Aufgrund von anhaltenden Problemen mit Vandalismus, abendlicher Lärmbelästigung sowie Problemen auf Spielplätzen und im Sommerbad wird seit Juli 2019 ein privater Sicherheitsdienst beschäftigt, der durch regelmäßige Patrouillen die Sicherheit in der Stadt erhöhen soll. Der Sicherheitsdienst soll eng mit der Schwechater Stadtpolizei zusammenarbeiten, die aufgrund von fehlendem Personal in Relation zum Arbeitsanfall überlastet sei.

#### Rettung
Für die rettungsdienstliche Abdeckung im Raum Schwechat hat das Österreichische Rote Kreuz in Schwechat einen Standort mit derzeit acht Krankentransportwagen bzw. Rettungswagen, von denen zumindest einer rund um die Uhr für die Bevölkerung im Einsatz ist und die untertags an Werktagen meist durch Zivildiener und Hauptamtliche besetzt sind, während nachts und an den Wochenenden sowie an staatlichen Feiertagen ausschließlich Freiwillige die Wagen besetzen. Darüber hinaus gibt es einen Notarztwagen, der mit einem Notarzt sowie freiwilligen und hauptamtlichen Sanitätern besetzt ist. Die Dienststelle besitzt für den Katastrophenfall auch ein Luftzelt samt Zeltheizung sowie einen Notfallgerätewagen.

### Ansässige Unternehmen

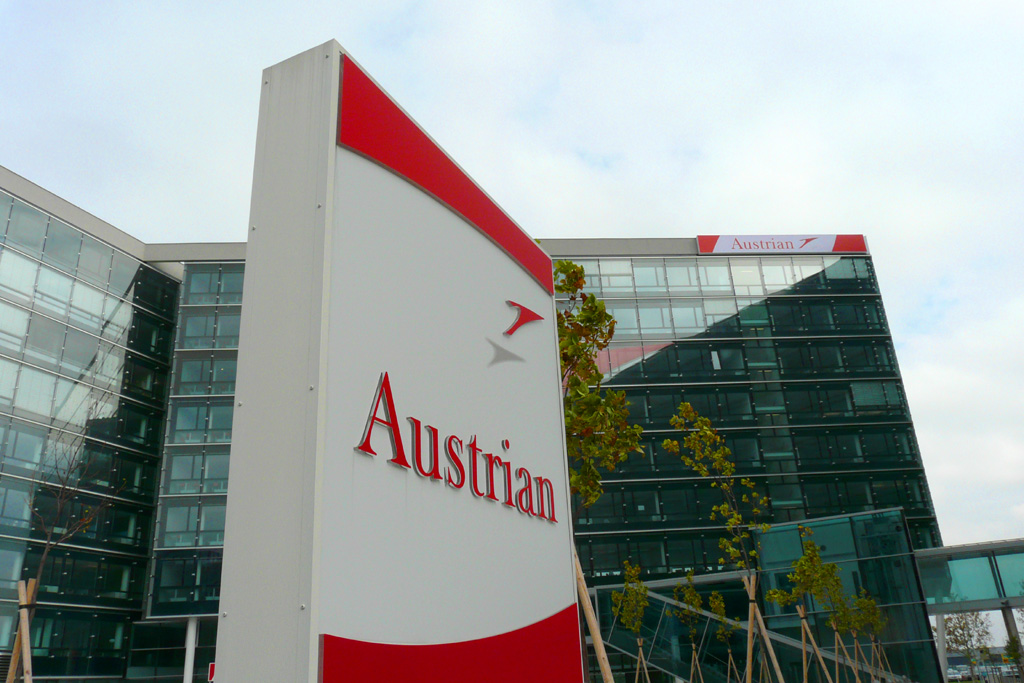
Das Hauptquartier von Austrian Airlines am Flughafen Wien

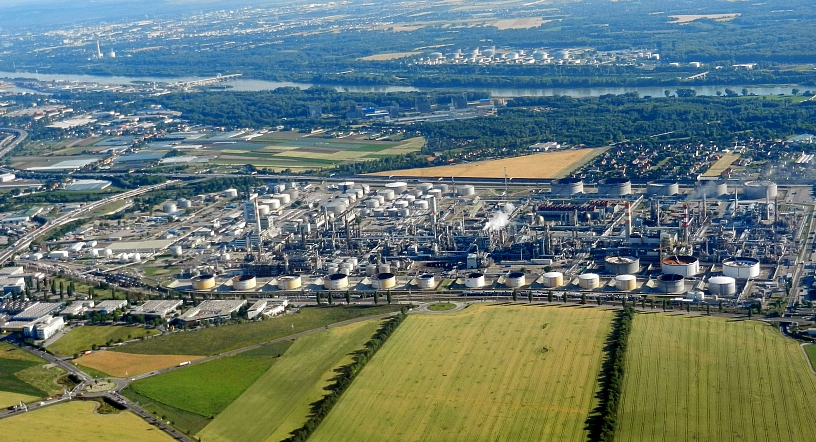
OMV-Raffinerie Schwechat

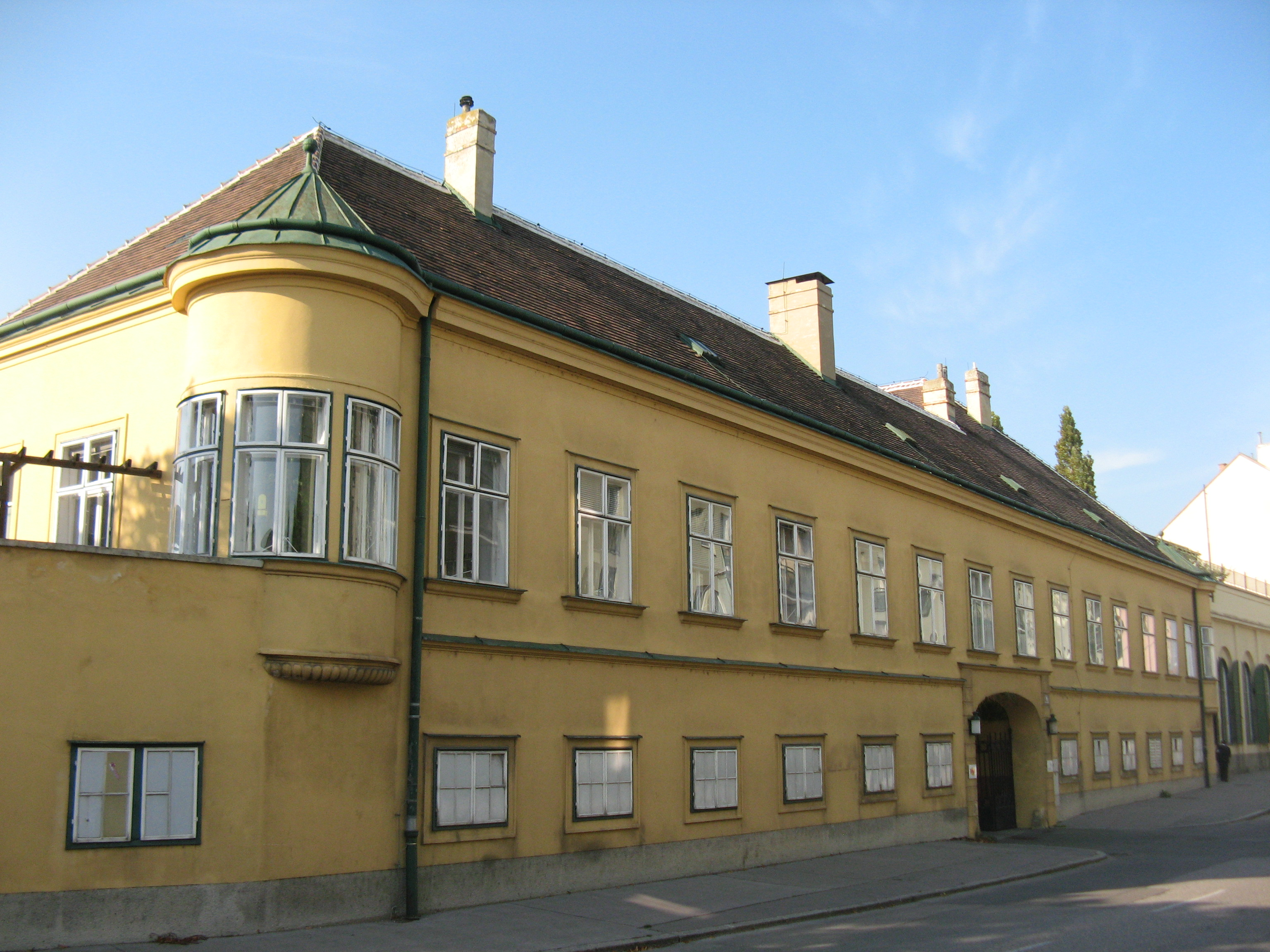
Altes Brauhaus, Stammsitz der Brauerei Schwechater

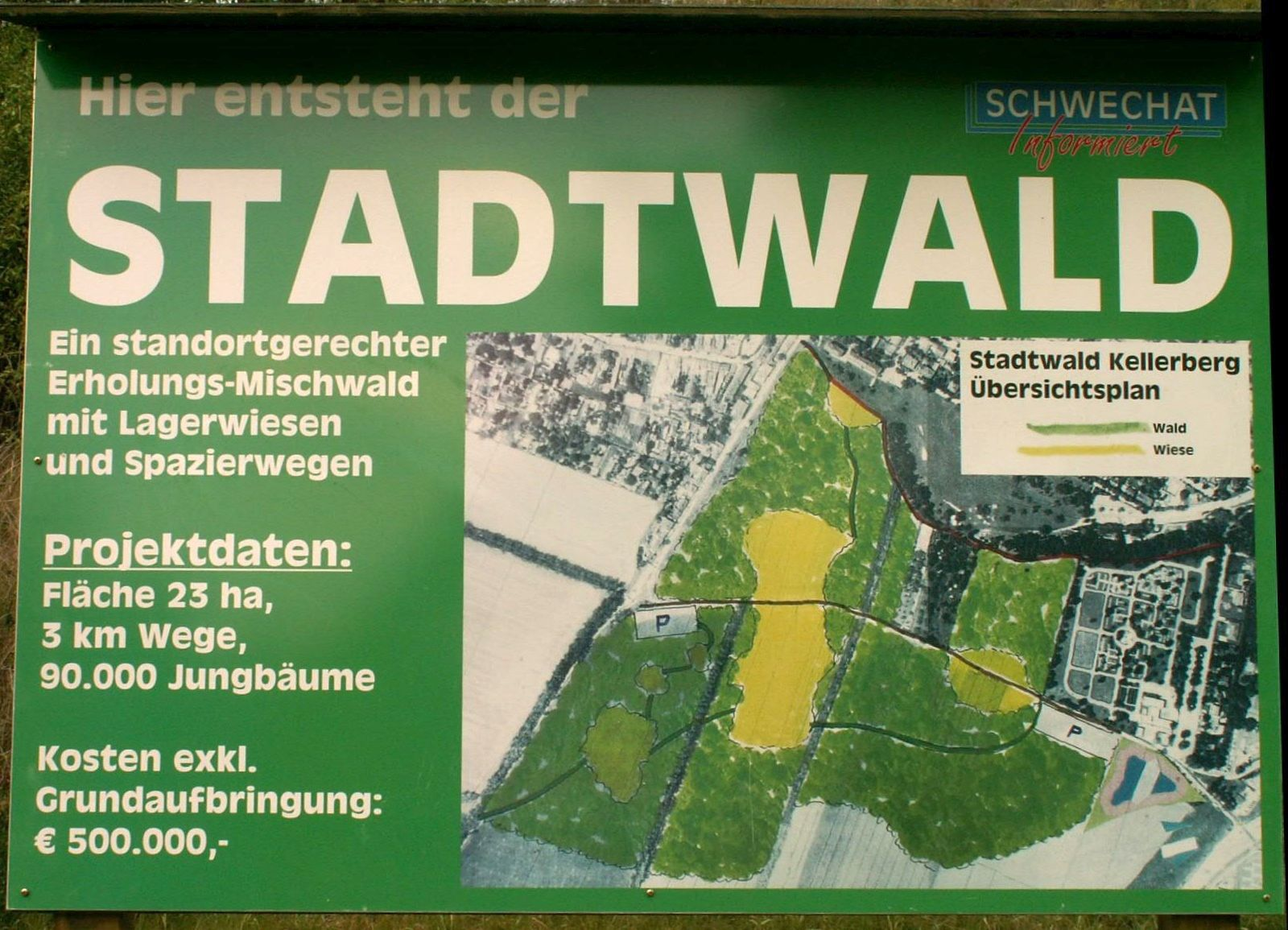
Schwechat, Stadtwald bei Kellerberg

In Schwechat existieren etwa 18.000 Arbeitsplätze. Die Wirtschaft Schwechats ist eng mit Wien verknüpft. Es befinden sich hier zahlreiche Industriebetriebe, darunter die in den Jahren von 1958 bis 1961 errichtete Erdölraffinerie der OMV AG in Schwechat. Ein weiterer wichtiger Wirtschaftsbetrieb ist die heute zur Brau Union gehörende, aus der Anton Dreher-Brauerei hervorgegangene Schwechater Brauerei. Ein großer Teil des alten Braugeländes wurde mittlerweile in ein Wohngebiet umgewandelt. Andere wichtige Wirtschaftsbetriebe sind u. a. die Vonwiller Mühle, Schwechater Kabelwerke AG oder die Borealis (ehemalige Danubia).
Als weitere Leitbetriebe zählen die mit dem Luftfahrtstandort verbundenen Unternehmen Austrian Airlines, Austro Control und VIE Vienna International Airport / Flughafen Wien AG sowie der Sportartikelhersteller Head Tyrolia Mares und die Air Liquide Austria.

### Tourismus
- Kellerberg mit Kellerschenken: Eine Attraktion von Schwechat ist der Kellerberg bzw. die Kellerschenken, eine Ansammlung von Weinschenken am östlichen Ortsrand.

### Schulen
Schwechat verfügt über mehrere Volksschulen, beispielsweise die Volksschule I und Volksschule II Schwechat, und Neue Mittelschulen, sowie ein Bundesgymnasium/Bundesrealgymnasium.

### Sport- und Freizeit

#### Sport- und Freizeitstätten

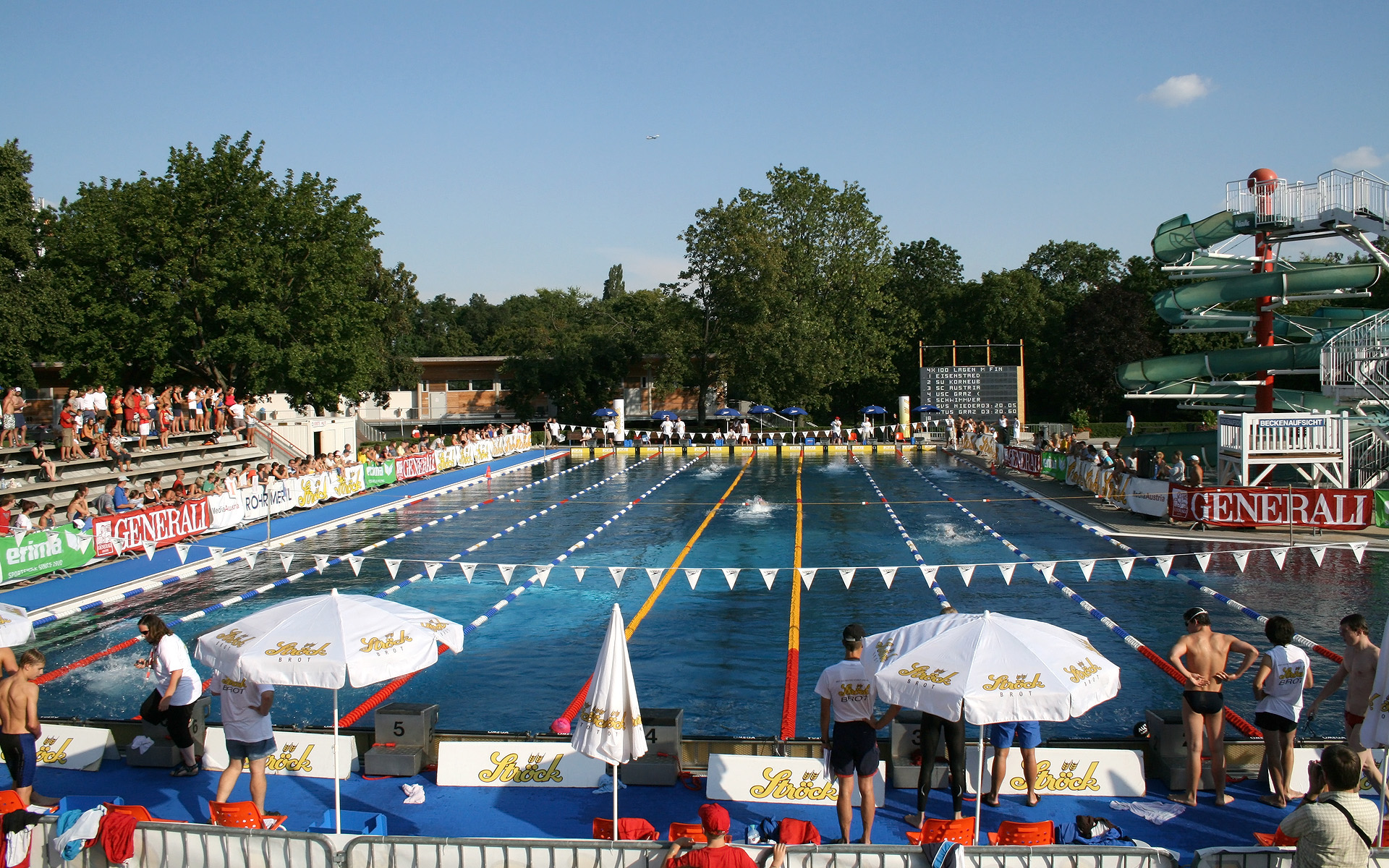
Österreichische Staatsmeisterschaften im Schwimmen 2008 im Schwechater Freibad

- Freizeitzentrum: Schwechat verfügt seit 1960 über ein weitläufiges Freibad (47.000 m², 4.000 Besucher), bei dem sich seit 1976 ein Hallenbad und seit 1984 auch ein Eislaufplatz befinden.
- Rudolf-Tonn-Stadion (Fassungsvermögen 7.000 Zuschauer) bei Rannersdorf, 1980 fertiggestellt.
- Radwege: Die Wege entlang der Flüsse Liesing und Schwechat mit den innerstädtischen Radwegen zählen rund 24 km.
- Körnerhalle: 1960 eröffneter Veranstaltungssaal, benannt nach dem ehemaligen österreichischen Bundespräsidenten Theodor Körner – Anfang 2016 abgerissen.
- Multiversum: Veranstaltungshalle eröffnet am 11. Jänner 2011. Hier fand 2013 – zum ersten Mal auf österreichischem Boden – die Tischtennis-Europameisterschaft statt. Nach Baukostenüberschreitung und laufend hohem Zuschussbedarf beschloss die Stadt Schwechat im September 2020 den Verkauf an die Immobilien-Investment-Gruppe Akron Group und zugleich die Anmietung der Veranstaltungshalle darin.[7] 2021 folgten Klagen der Wirtschafts- und Korruptionsstaatsanwaltschaft.[8]
- Discgolf-Anlage im Erholungsgebiet Mannswörth – aufgebaut von der Stadtgemeinde Schwechat im Mai/Juni 2018, offiziell eröffnet am 6. Juli 2018; Planung des Kurslayouts; umfasst (Stand April 2019) 7 Bahnen und 2 Übungskörbe mit Puttspielen. Der Parcours wurde bereits für diverse TV-Beiträge genutzt.

#### Sportvereine (Auswahl)
- SV Schwechat: u. a. Fußball, Handball, Leichtathletik, Jiu Jitsu, Kunstturnen, Radball, Schwimmen, Volleyball, Bogensport
- SVS Niederösterreich: Tischtennis

## Politik

### Gemeinderat
Der Gemeinderat hat 41 Mitglieder.
- Nach den Gemeinderatswahlen in Niederösterreich 1990 hatte der Gemeinderat folgende Verteilung: 25 SPÖ, 6 ÖVP, 5 ALS (GRÜNE) und 1 FPÖ.
- Nach den Gemeinderatswahlen in Niederösterreich 1995 hatte der Gemeinderat folgende Verteilung: 22 SPÖ, 5 ÖVP, 5 ALS (GRÜNE), 4 FPÖ und 1 LIF.[9]
- Nach den Gemeinderatswahlen in Niederösterreich 2000 hatte der Gemeinderat folgende Verteilung: 23 SPÖ, 6 ÖVP, 4 ALS (GRÜNE) und 4 FPÖ.[10]
- Nach den Gemeinderatswahlen in Niederösterreich 2005 hatte der Gemeinderat folgende Verteilung: 26 SPÖ, 6 ÖVP, 4 GRÜNE und 1 FPÖ.[11]
- Nach den Gemeinderatswahlen in Niederösterreich 2010 hatte der Gemeinderat folgende Verteilung: 23 SPÖ, 6 ÖVP, 4 FPÖ und 4 GRÜNE.[12]
- Nach den Gemeinderatswahlen in Niederösterreich 2015 hatte der Gemeinderat folgende Verteilung: 13 SPÖ, 9 FPÖ, 8 GRÜNE, 5 ÖVP und 2 NEOS. [13]
- Nach den Gemeinderatswahlen in Niederösterreich 2020 hatte der Gemeinderat folgende Verteilung: 20 SPÖ, 6 GRÜNE, 6 ÖVP, 3 FPÖ, 1 GFS und 1 NEOS.[14]
- Nach den Gemeinderatswahlen in Niederösterreich 2025 hat der Gemeinderat folgende Verteilung: 22 SPÖ, 9 FPÖ, 4 GRÜNE, 4 ÖVP, 1 NEOS und 1 GFS.[15]

### Bürgermeister
- 1919 bis 1930 (1932): Leopold Weinhofer
- 1932 bis 1934: Wilhelm Wache
- 1934 bis 1938: Theodor Sommer[16]
- 1938: Josef Ruprecht[16]
- 1945: Jaroslav Adelt (Ortsvorsteher)[16]
- 1946 bis 1947: Alfred Horn (dann Bezirksvorsteher des 23. Wiener Gemeindebezirkes Schwechat bis zur Rückgliederung der Stadt nach Niederösterreich im Jahr 1954)[16]
- 1954 bis 1959: Alfred Horn[16]
- 1959 bis 1972: Otto Koch[16]
- 1973 bis 1991: Rudolf Tonn
- 1991 bis 2002: Reinhard Gogola[16]
- 2002 bis 2013: Hannes Fazekas
- 2013 bis 2015: Gerhard Frauenberger
- seit 2015: Karin Baier

### Wappen
|  | Blasonierung: „Ein blauer Schild, dessen Fußrand von einem grünen, mit Strauchwerk und Schilf bewachsenen Rasenboden, auf dem einander zugekehrt zwei bärtige Wassermänner stehen, durchzogen ist. Die Häupter und Lenden der Wassermänner sind von grünen Gewinden aus Wasserpflanzen umwunden. Die Männer halten in ihren Händen ein silberfarbenes Schildchen. In diesem erheben sich aus einem rasch dahinströmenden natürlichen Gewässer drei Pfeiler einer aus bräunlichen Steinquadern erbauten Brücke. Ein jeder dieser drei Brückenpfeiler trägt einen kleinen Turm mit einem Fenster, einem Spitzdach und einer rot-weiß-roten Windfahne. Das Dach des mittleren Turmes ist blau, die beiden anderen rot eingedeckt. Auf dem oberen Rande des von einer ornamentierten Bronzeeinfassung umgebenen Hauptschildes ruht eine silberne Mauerkrone mit fünf sichtbaren Zinnen.“ |
|  | |

### Partnerstädte und Städtefreundschaften
Mit folgenden Städten besteht eine eingetragene Städtepartnerschaft:
- Gladbeck, Deutschland, seit 16. Dezember 1966
- Enfield, England, seit 16. Dezember 1966
- Skalica, Slowakei, seit 19. September 1992

Darüber hinaus besteht eine Städtefreundschaft mit  Burghausen, Deutschland.
- Alanya, Türkei, 17. Jänner 2002 bis 31. August 2016[18][19]

## Söhne und Töchter
- Leopold Bucher (1797–1877), Porträt- und Historienmaler.
- Leopold Czejka (1903–1945), Fußballspieler zur Zeit des Wunderteams
- Anton Dreher senior (1810–1863), Brauer, Erfinder des Schwechater Lagerbiers
- Christopher Dibon (* 1990), Fußballer (ÖFB-Nationalspieler)
- Joseph von Eybler (1765–1846), Komponist und Hofkapellmeister
- Johann Fillunger (1807–1879), Techniker und Statistiker
- Poldi Gersa (1874–nach 1902) Sängerin und Theaterschauspielerin
- Rudolf Hausleithner (1840–1918), Porträt- und Genremaler
- Alfred Horn (1898–1959), Bürgermeister und Ehrenbürger von Schwechat
- Viktor Klima (* 1947), Bundeskanzler von 1997 bis 2000
- Trude Mally (1928–2009), Sängerin von Volks- und Wienerliedern
- Wilhelm Plankl (1900–1958), Altphilologe und Übersetzer
- Ines Reiger (* 1961), Jazzmusikerin, Sängerin und Musikpädagogin
- Walter Scheuer (1927–2012), Schauspieler
- Anton Schrödl (1820–1906), Lithograph, Tier- und Landschaftsmaler
- Ernst Seidler von Feuchtenegg (1862–1931), Jurist, k.k. Ministerpräsident 1917/18
- Paul Senftenberg (* 1967), Autor und Lehrer
- Max Stotz (1912–1943), Jagdflieger
- Rudolf Tonn (1931–2015), Politiker
- Karl Trabitsch (1929–2003), Politiker und Kaufmann
- Anton Träg (1819–1860), Violoncellist und Komponist
- Rudolf Viertl (1902–1981), Fußballspieler
- Rudolf Vytlačil (1912–1977), Fußballspieler
- Wilhelm Wache (1875–1939), Politiker und Bürgermeister
- Leopold Weinhofer (1879–1947), Politiker und Bürgermeister
- Moritz von Wohlgemuth (1805–1852), Fregattenkapitän
- Franziska Wolf (1861–1933), Lehrerin, Schriftstellerin und Politikerin
- Hans Zyla (1919–1999), Politiker und Baukaufmann